# Tano Cimarosa
Tano Cimarosa, né Gaetano Cisco à Messine le 1er janvier 1922 et mort dans la même ville le 24 mai 2008, est un acteur et réalisateur italien originaire de Sicile.
Il a participé à plus de cinquante films.

## Biographie
Frère des acteurs moins connus Michele et Giovanni, il a quitté sa Sicile natale pour Rome, où il a commencé sa carrière d'acteur au début des années 1950, imitant presque toujours le stéréotype du Sicilien moyen, instinctif et sanguin, des rôles comiques aux rôles dramatiques. Sa première grande interprétation est celle du mafioso Zecchinetta dans La Mafia fait la loi, réalisé en 1968 par Damiano Damiani.
Il apparaît ensuite aux côtés d'Alberto Sordi dans le rôle du père d'une famille nombreuse dans Le Gynéco de la mutuelle (1968), dans le rôle d'un émigré dans Bello, onesto, emigrato Australia sposerebbe compaesana illibata (1971) et enfin dans le rôle d'un gardien de prison dans Détenu en attente de jugement (1972). Son apparition dans Pain et Chocolat (1974) de Franco Brusati, dans le rôle tragicomique de l'émigré Gigi, est remarquée.
Il a souvent joué le rôle du Sicilien instinctif, jaloux et sanguin, peut-être en raison de son physique : des cheveux sombres et bouclés, une moustache omniprésente et un accent sicilien à couper au couteau.

### Mise en scène
Dans les années 1970, il s'essaie également à la réalisation, en réalisant trois films : le giallo érotique Il vizio ha le calze nere (1975), le poliziottesco No alla violenza (1977) et Uomini di parola (it) (1981), ce dernier film sur le monde de la mafia tourné dans la province de Messine. Il est ensuite une présence constante dans plusieurs films de Giuseppe Tornatore, Cinema Paradiso (1988), Marchand de rêves (1994) et Une pure formalité (1995) avec Gérard Depardieu et Roman Polanski. Ces dernières années, il est également apparu dans plusieurs séries de la RAI et de Mediaset, notamment Un sacré détective dans le rôle de l'oncle Carmelo, un parent du maréchal Cecchini (Nino Frassica).

### Décès
Malade depuis quelque temps, et hospitalisé dans un établissement de santé du Latium, il a exprimé le souhait de mourir à Messine, sa ville natale. Cimarosa est décédé dans une maison de retraite municipale le 24 mai 2008, à l'âge de 86 ans. Après les funérailles, qui ont eu lieu le 26 mai dans l'église du Carmine de Messine en présence de Massimo Mollica (it) et de Nino Frassica,, le cercueil, comme beaucoup d'autres, est resté longtemps dans la réserve du cimetière monumental de Messine en attendant d'être enterré.
L'enterrement a eu lieu en mars 2010 dans le Famedio, l'espace réservé aux personnalités. Cependant, la tombe est restée dans un état d'abandon et sans pierre tombale. Ce n'est qu'en mars 2017, grâce à l'intérêt de son neveu Salvatore Arimatea et grâce à un don, que la tombe de l'acteur a reçu une pierre tombale décente, qui porte l'épitaphe suivante : « Strappò sorrisi all’inopia del dopoguerra e a quanti vennero dopo ».

## Filmographie partielle

### Acteur
- 1955 : Il tesoro di Rommel de Romolo Marcellini
- 1963 : Viol à l'italienne (La smania addosso) de Marcello Andrei
- 1963 : Mafia alla sbarra d'Oreste Palella (it)
- 1963 : La Mer à boire (Mare matto) de Renato Castellani
- 1965 : Les Deux Parachutistes (I due parà) de Lucio Fulci
- 1967 : Il lungo, il corto, il gatto de Lucio Fulci
- 1967 : Fantômes à l'italienne (Questi fantasmi) de Renato Castellani
- 1968 : Le Gynéco de la mutuelle (Il medico della mutua)
- 1969 :
  - Cinq Fils de chien (5 figli di cane)
  - Le Commissaire Pepe
- 1970 :
  - Seule contre la mafia
  - Vierges pour Satana (Una spada per Brando)
- 1971 :
  - Bello, onesto, emigrato Australia sposerebbe compaesana illibata
  - Détenu en attente de jugement
- 1972 : Au-delà du désir (Delirio caldo) de Renato Polselli
- 1973 : 
  - La Guerre des gangs (Milano rovente) d'Umberto Lenzi
  - Quand la mafia s'énerve (Tutti figli di Mammasantissima)
- 1974 :
  - Pain et Chocolat
  - Les Incroyables Aventures d'Italiens en Russie (Невероятные приключения итальянцев в России)
- 1988 : Cinema Paradiso
- 1992 : La Sarrasine
- 1994 : Une pure formalité

### Réalisateur
- 1975 : Il vizio ha le calze nere
- 1977 : No alla violenza (également scénariste)
- 1981 : Uomini di parola (it)